# Иннокентий
Инноке́нтий (лат. Innocentius — «невинный») — мужское имя латинского происхождения.

## Именины
- Православные (даты даны по григорианскому календарю)[1]: 6 января, 22 февраля, 1 апреля, 13 апреля, 7 мая, 7 июня, 23 июня, 19 июля, 6 октября, 18 октября, 23 октября, 26 октября, 13 ноября, 9 декабря.

## Носители, известные по имени
- Иннокентий (ум. ок. 287) — мученик, воин Фивейского легиона. Память 22 сентября.
- Иннокентий (III век) — мученик, пострадавший с прочими афинянами в македонском городе Аполлонии при императоре Нумериане (283—284); память — 6 июля.
- Иннокентий (2-я половина XV века) — русский агиограф, монах Пафнутьево-Боровского монастыря, автор «Записки о последних днях жизни Пафнутия».

- Иннокентий I
- Иннокентий II
- Иннокентий III (антипапа)
- Иннокентий III
- Иннокентий IV
- Иннокентий V
- Иннокентий VI
- Иннокентий VII
- Иннокентий VIII
- Иннокентий IX
- Иннокентий X
- Иннокентий XI
- Иннокентий XII
- Иннокентий XIII

- Иннокентий (Александров) (1793—1869) — епископ Екатеринославский и Таганрогский Русской православной церкви.
- Иннокентий (Алексеев) (1771—1807) — архимандрит Задонского Рождество-Богородицкого монастыря.
- Иннокентий (Беда) (1881—1928) — архимандрит Русской православной церкви, преподобномученик.
- Иннокентий (Беликов) (ум. 1874) — архимандрит Макариева-Унженского монастыря.
- Иннокентий (Беляев) (1862—1913) — епископ Русской православной церкви, экзарх Грузии.
- Иннокентий (Бобцов) (1853 — не ранее 1926) — епископ Можайский Русской православной церкви.
- Иннокентий (Борисов) (1800—1857) — архиепископ Херсонский и Таврический Русской православной церкви.
- Иннокентий (Бусыгин) (1877—1935) — деятель Григорианского раскола, до 1925 года — епископ Русской православной церкви.
- Иннокентий (Бьякатонда) (род. 1967) — епископ Бурундийский и Руандский Александрийской православной церкви.
- Иннокентий (Быстров) (1890—1981) — архимандрит Русской православной церкви заграницей, настоятель Ново-Коренной пустыни.
- Иннокентий (Васецкий) (род. 1977) — епископ Сормовский, викарий Нижегородской епархии Русской православной церкви.
- Иннокентий (Васильев) (род. 1947) — митрополит Виленский и Литовский Русской православной церкви.
- Иннокентий (Вениаминов) (1797—1879) — митрополит Московский Русской православной церкви, известен как просветитель Сибири и Аляски.
- Иннокентий (Ветров) (род. 1973) — епископ Мариинский и Юргинский Русской православной церкви.
- Иннокентий (Винницкий) — епископ Перемышльской и Горлицкой епархии Польской православной церкви.
- Иннокентий (Гизель) (около 1600—1683) — архимандрит Киево-Печерской лавры.
- Иннокентий (Гула) (1949—2002) — епископ Хэйгерстаунский Православной церкви в Америке.
- Иннокентий (Дубравицкий) (около 1760—1799) — архимандрит Русской православной церкви, ректор Александро-Невской семинарии.
- Иннокентий (Ерохин) (род. 1967) — епископ Уссурийский Русской православной церкви.
- Иннокентий (Зельницкий) (1886—1968) — архиепископ Тамбовский и Мичуринский Русской православной церкви.
- Иннокентий (Клодецкий) (1893—1938) — епископ Каширский Русской православной церкви.
- Иннокентий (Кременский) (1864—1917) — епископ Вольский Русской православной церкви.
- Иннокентий (Кульчицкий) (1680 или 1682—1731) — первый епископ Иркутский Русской православной церкви.
- Иннокентий (Лавров) (1736—1804) — архимандрит Спасо-Прилуцкого монастыря.
- Иннокентий (Леоферов) (1890—1971) — архиепископ Тверской и Кашинский Русской православной церкви.
- Иннокентий (Летяев) (1882—1937) — архиепископ Харьковский и Ахтырский Русской православной церкви.
- Иннокентий (Лотоцкий) (1915—2013) — епископ Чикагский Украинской грекокатолической церкви.
- Иннокентий (Мазурин) (1874—1937) — иеродиакон Русской православной церкви, преподобномученик.
- Иннокентий (Мигалевич) (ум. 1744) — архимандрит Антониева монастыря, ректор Новгородской семинарии.
- Иннокентий (Моисиу) (1833—1894) — епископ Румынской православной церкви.
- Иннокентий (Монастырский) (ум. 1697) — игумен Кирилловского монастыря в Киеве.
- Иннокентий (Нерунович) (1690-е — 1747) — епископ Иркутский и Нерчинский Русской православной церкви.
- Иннокентий (Нечаев) (1722—1799) — архиепископ Псковский и Рижский Русской православной церкви.
- Иннокентий (Никифоров) (1879—1937) — епископ Орловский Русской православной церкви.
- Иннокентий (Новгородов) (1823—1868) — архимандрит Русской православной церкви, ректор Казанской духовной академии.
- Иннокентий (Орлов) (1798—1870) — архимандрит Русской православной церкви.
- Иннокентий (Охлябинин) (ум. 1491) — основатель Иннокентиева Комельского монастыря, преподобный.
- Иннокентий (Павлов) (1952—2020) — игумен Русской православной церкви, библеист, богослов, историк церкви.
- Иннокентий (Павлович) (1840—1905) — митрополит Белградский и архиепископ Сербский.
- Иннокентий (Паскевич) (1722 — после 1804) — русский проповедник, иеромонах и келарь Троице-Сергиевой лавры.
- Иннокентий (Петров):[править]  -  Иннокентий (Петров, Иван Николаевич) (1903—1987) — епископ Буэнос-Айресский, Аргентинский и Парагвайский Русской православной церкви заграницей.
  -  Иннокентий (Петров, Иван Стоянов) (род. 1963) — епископ Крупнишский Болгарской православной церкви.
- Иннокентий (Платонов) (около 1773—1842) — архимандрит Русской православной церкви.
- Иннокентий (Покровский) (1789—1840) — архимандрит Черноморской Екатерино-Лебяжской пустыни.
- Иннокентий (Полянский) (1751—1794) — епископ Воронежский Русской православной церкви.
- Иннокентий (Порецкий) (1773—1847) — архимандрит Спасо-Яковлевского монастыря.
- Иннокентий (Просвирнин) (1940—1994) — архимандрит Русской православной церкви.
- Иннокентий (Пустынский) (1868—1937) — деятель обновленчества, до 1923 года — епископ Русской православной церкви.
- Иннокентий (Сельнокринов) (1778—1840) — архиепископ Орловский и Севский Русской православной церкви.
- Иннокентий (Смирнов) (1784—1819) — епископ Пензенский и Саратовский, ректор Санкт-Петербургской духовной семинарии.
- Иннокентий (Сокаль) (1883—1965) — епископ Смоленский и Дорогобужский Русской православной церкви.
- Иннокентий (Соколов) (1846—1937) — архиепископ Бийский и Алтайский Русской православной церкви.
- Иннокентий (Соколов) (1787—1856) — ректор Воронежской семинарии.
- Иннокентий (Солодчин) (1842—1919) — епископ Приамурский и Благовещенский Русской православной церкви.
- Иннокентий (Суханов) (около 1774—1811) — архимандрит Киренского Свято-Троицкого монастыря.
- Иннокентий (Тихонов) (1889—1937) — архиепископ Винницкий Русской православной церкви.
- Иннокентий (Усов) (1870—1942) — предстоятель зарубежной части Русской православной старообрядческой церкви, митрополит Белокриницкий.
- Иннокентий (Фигуровский) (1863—1931) — епископ Пекинский и Китайский Русской православной церкви.
- Иннокентий (Фролов) (род. 1979) — епископ Николаевский и Богородский Русской православной церкви.
- Иннокентий (Шестопаль) (1945—2022) — епископ на покое Украинской православной церкви.
- Иннокентий (Яковлев) (род. 1947) — архиерей Русской православной церкви, епископ Александровский и Юрьев-Польский.
- Иннокентий (Ястребов) (1867—1928) — архиепископ Астраханский Русской православной церкви.